# كلورثياميد
الكلورثياميد عبارة عن مركب عضوي وصيغته الكيميائية C7H5Cl2N حيث يستخدم كمبيد للأعشاب.